# Aldea San Juan
Aldea San Juan es una localidad y comuna de 1.ª categoría del distrito Pehuajó Norte del departamento Gualeguaychú, en la provincia de Entre Ríos, República Argentina. Se ubica a 42 km al norte de la ciudad de Gualeguaychú, al sudeste de la provincia. 
La población de la localidad, es decir sin considerar el área rural, era de 226 personas en 2001. No fue considerada localidad en el censo 1991. La población de la jurisdicción de la junta de gobierno era de 466 habitantes en 2001.
El eje de su economía gira alrededor de la actividad agropecuaria. También posee un templo evangélico, característico de la localidad.

## Historia
Las tierras donde hoy se ubica la aldea, pertenecieron a Jacobo Spangenberg quien en 1889 vendió estas tierras a contingentes de colonos alemanes.
En 1888 llegaron al Puerto de Diamante 19 familias directamente desde el área del río Volga. Luego de una estadía provisoria en la Aldea Protestante se dirigieron a la zona donde fundan 3 aldeas. San Juan, Aldea San Antonio y Santa Celia. En San Juan se establecieron 30 familias. La mayoría de ellos procedentes de las aldeas de Bauer y Messer a orillas del río Volga en Rusia. 
Límites jurisdiccionales de la junta de gobierno fueron fijados por decreto 2811/1991 MGJOSP del 25 de junio de 1991.

## Comuna
La reforma de la Constitución de la Provincia de Entre Ríos que entró en vigencia el 1 de noviembre de 2008 dispuso la creación de las comunas, lo que fue reglamentado por la Ley de Comunas n.º 10644, sancionada el 28 de noviembre de 2018 y promulgada el 14 de diciembre de 2018. La ley dispuso que todo centro de población estable que en una superficie de al menos 75 km² contenga entre 700 y 1500 habitantes, constituye una comuna de 1ª categoría. La Ley de Comunas fue reglamentada por el Poder Ejecutivo provincial mediante el decreto 110/2019 de 12 de febrero de 2019, que declaró el reconocimiento ad referéndum del Poder Legislativo de 34 comunas de 1ª categoría con efecto a partir del 11 de diciembre de 2019, entre las cuales se halla Aldea San Juan. La comuna está gobernada por un departamento ejecutivo y por un consejo comunal de 8 miembros, cuyo presidente es a la vez el presidente comunal. Sus primeras autoridades fueron elegidas en las elecciones de 9 de junio de 2019.